# Nephodia crata
Nephodia crata là một loài bướm đêm trong họ Geometridae.